# Chico Mendes
Pour les articles homonymes, voir Mendes.
 (mars 2022).
Si vous disposez d'ouvrages ou d'articles de référence ou si vous connaissez des sites web de qualité traitant du thème abordé ici, merci de compléter l'article en donnant les références utiles à sa vérifiabilité et en les liant à la section « Notes et références ».
Francisco Alves Mendes Filho dit Chico Mendes, né le 15 décembre 1944 à Xapuri au Brésil et mort le 22 décembre 1988 dans cette même ville, est le leader militant syndicaliste brésilien le plus connu parmi ceux qui ont défendu les droits des seringueiros, ouvriers chargés de recueillir le latex dans les plantations d’hévéa d’Amazonie.
Après de nombreux combats syndicaux et personnels pour la défense de la forêt amazonienne et de ceux qui en vivent, il est assassiné pour ses idéaux sur ordre d'un riche propriétaire terrien.

## Biographie
Né dans une famille de seringueiros de l'État brésilien de l'Acre, il a commencé à travailler à l'âge de 9 ans et est lui-même devenu seringueiro. Dans les années 1960 (1963-1965 plus précisément), à cause de la concurrence des cultures d'hévéa développées en Asie et du caoutchouc synthétique, les prix du latex naturel se sont effondrés, plongeant de nombreux ouvriers dans la misère. Les petits propriétaires fonciers ont alors vendu, nombreux, leurs propriétés aux plus offrants. Dans la plupart des cas, ce sont de gros éleveurs de bétail (destiné à produire de la viande bon marché pour l'Amérique du Nord) qui ont racheté les terres, souvent en spoliant les petits propriétaires et les Amérindiens, et en chassant les seringueiros, ou les privant de travail en coupant les arbres de la forêt - y compris les hévéas.
Chico Mendes a d'abord mené une lutte locale, sociale et environnementale. Pour agir politiquement et être mieux entendu, il s'est présenté aux élections municipales de sa commune (Xapuri). Il a été élu et y fut l'un des principaux membres locaux de l'équipe socialiste Parti des travailleurs (PT).
Il a préconisé que soient créées des réserves forestières, gérées par les communautés traditionnelles, et produisant de façon durable des produits tels que le latex et la noix du Brésil. Les seringueiros ont proposé que dans ces forêts-réserves, ils limitent à moins de 5 % de la superficie de la réserve la surface autorisée au défrichement (pour le pâturage et les cultures)
Voyant que la forêt reculait de plus en plus rapidement, et combien le lobby des propriétaires terriens en était responsable, détruisant une richesse peu renouvelable au profit de pâturages rapidement dégradés par le climat tropical, il a cherché à réunir les seringueiros et a fondé un syndicat national brésilien (l’Union des travailleurs ruraux de Xapuri) défendant notamment les droits des ouvriers récoltant le caoutchouc. Il en est devenu le président.
Lors de manifestations non violentes, le syndicat, aidé d'une partie de la population, tentait de désarmer pacifiquement les gardes payés par les grands propriétaires, tout en manifestant pour la protection de la forêt, souvent avec succès, mais non sans résistances, parfois violentes des propriétaires (En 1980, Wilson Pinheiro, ami de Chico Mendes a été assassiné). L'Union des nations indiennes est alors créée au début des années 1980 pour obtenir des droits fonciers statutairement et légalement reconnus. Cette union rassemble environ 200 000 Indiens. Autour du chef Raoni Metuktire, ils demandent également une démarcation physique des réserves et terres tribales, qui a aussi pour vocation la conservation et la mise en valeur durable et soutenable des ressources forestières par et pour les peuples de la forêt.
Ainsi, d'une lutte locale pour la sauvegarde des hévéas, Chico Mendes a élargi son intérêt et ceux de son syndicat aux grandes causes environnementales et sociales (« Au début, je pensais que je me battais pour sauver les hévéas ; puis j'ai pensé que je me battais pour sauver la forêt amazonienne. Maintenant, je sais que je me bats pour l'humanité »).

### Création du syndicat
La première réunion de ce nouveau syndicat prend la forme d'un Conseil national des récolteurs de caoutchouc, qui se tient en 1985, dans la capitale Brasilia où affluent des seringueiros venus de tout le pays, dont beaucoup n'avaient jamais quitté la forêt ou leur localité.
Mendes réussit à convaincre la plupart d'entre eux des risques induits par la déforestation, l'ouverture de nouvelles routes, le développement de l'élevage, montrant les menaces qui pèsent sur les moyens de subsistance des peuples et populations vivant en forêt et de la forêt.
Cette réunion attire l'attention des grandes ONG environnementales internationales et du grand public, mettant en lumière la détresse des gens défendus par le syndicat. Mendes choisit de baser ses propres actes et ceux de l'Union syndicale qu'il a contribué à créer sur des lignes environnementales plutôt que marxistes. En novembre de cette même année, le cinéaste britannique Adrian Cowell tourne un documentaire sur lui, qui le fera connaître dans le monde entier.

### Militantisme personnel
En 1987, Mendes reçoit le prix Global 500 des Nations-Unies après avoir été contacté par diverses ONG (Environmental Defense et National Wildlife Federation notamment).
Il prend l’avion pour Washington afin de convaincre  la Banque interaméricaine de développement que ses projets routiers seraient cause d’un désastre environnemental, à moins de prendre en compte la préservation de la forêt et les moyens de subsistance de ses habitants. Il réussit à bloquer les projets en obtenant un moratoire et parvient à être associé aux nouveaux projets, ce qui lui vaut deux récompenses internationales en matière d'environnement.
À son retour, il obtient d'être reçu par le général Bayma Denys, ministre de la Commission militaire du cabinet de la Présidence, et profite de l'occasion pour à nouveau mettre en avant sa proposition de création de réserves, laquelle nécessite que des forces de l’ordre puissent protéger la forêt et ses usagers traditionnels contre les éleveurs qui payent et arment des milices ou mercenaires pour faire avancer leurs projets.

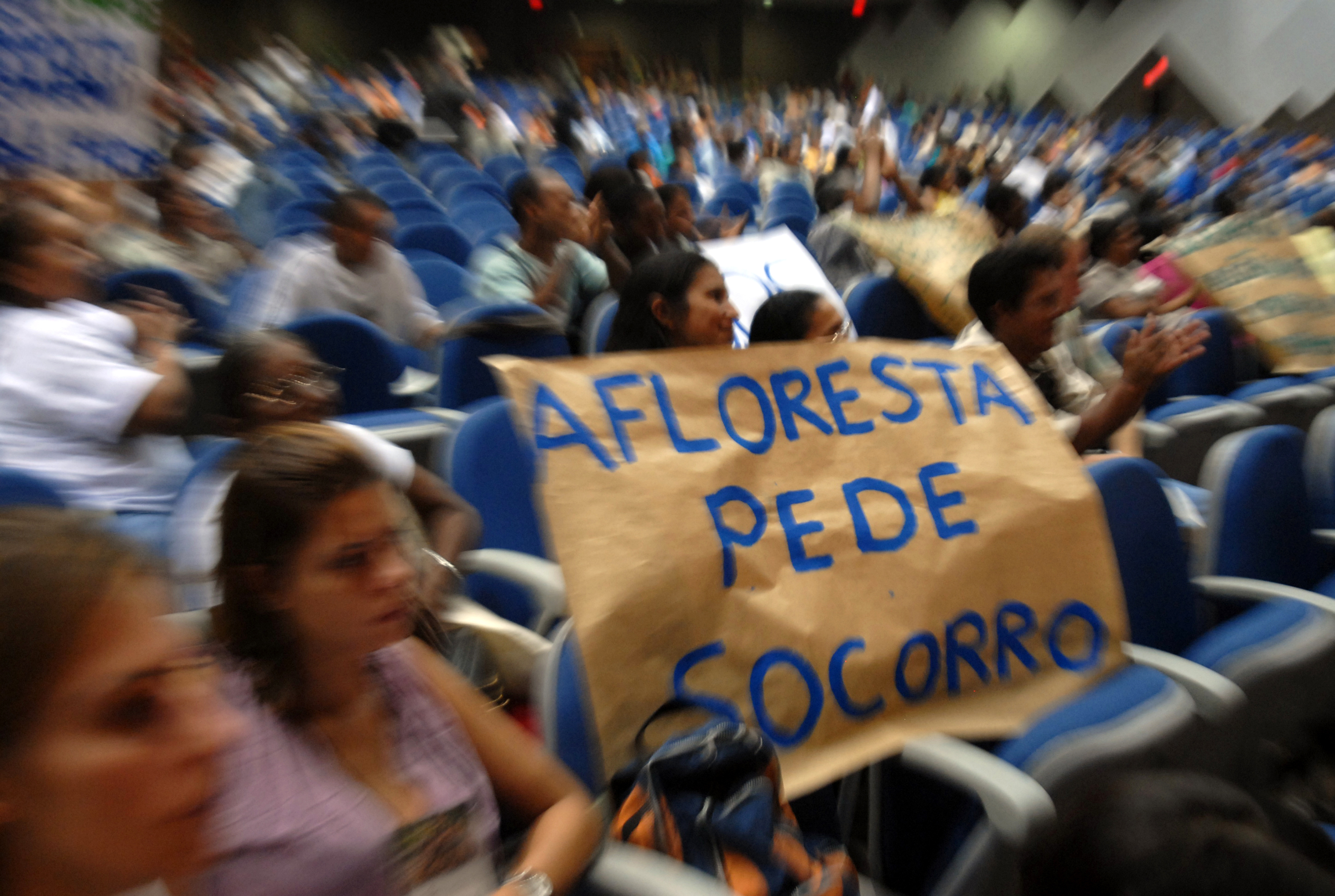
Représentants des peuples de la forêt, des seringueiros, des Amérindiens, des noirs marrons (ou « quilombolas ») lors de la deuxième convention nationale réunie au Brésil au Centre de la Convention Ulysses Guimarães, poursuivant l'œuvre de Chico Mendes. Inscription sur la banderole :.

En 1988, Chico Mendes lance une campagne pour stopper la déforestation d’une zone où est planifiée une réserve forestière, entamée par un grand éleveur brésilien, Darly Alves da Silva. Mendes réussit non seulement à bloquer la déforestation et à créer la réserve prévue, mais aussi à ce qu’un mandat d’arrêt soit émis contre l’éleveur, à la suite d'un meurtre commis dans un autre État. La police fédérale a bien émis le mandat d'arrêt, mais n’y a jamais donné suite.
De plus en plus connu pour ses appels à la « résistance pacifique » lors de ses actions en faveur de la sauvegarde de la forêt amazonienne contre les grands propriétaires terriens qui défrichent la forêt pour y faire paître leurs troupeaux de bovins, au détriment des milieux de vie des Amérindiens, des noirs marrons (descendants des anciens esclaves enfuis dans la jungle) et des seringueiros, il semble que Chico Mendes a excédé les éleveurs, et tout particulièrement Darcy.

### Assassinat
Chico Mendes est assassiné à l’âge de 44 ans le 22 décembre 1988 chez lui à Xapuri, devant sa famille, par des tueurs à gages payés par un riche propriétaire terrien, éleveur de bétail.
Deux ans plus tard, en décembre 1990, l’éleveur Darci Alves Pereira et son fils Darly Alves sont condamnés à 19 ans de prison pour avoir fomenté son assassinat. En février 1994, ils obtiennent un nouveau procès, mais restent emprisonnés.
En 1993, ils organisent une évasion, mais Darci est repris  en 2004. Plus récemment, le 28 février 2024, Darci a assumé la présidence du Parti Libéral à Medicilândia, au Pará. Le même jour, il a été destitué de ce rôle.
Le meurtre de Chico Mendes a ému le monde entier. Il a fait les manchettes dans presque tous les pays et la page de couverture du New York Times. En partie grâce à l'attention des médias internationaux à la suite de son assassinat, des réserves forestières ont réellement été créées dans la région où il vivait. Il en existe aujourd’hui plus de 20, couvrant plus de 8 millions d'hectares (80 000 km2).

## Personnalité-symbole et suites
Chico Mendes est devenu et est resté l’un des symboles de la défense de l'Amazonie et plus généralement de l’environnement et du développement durable.
À ce titre, son nom a été donné à de nombreux collèges, lycées et à certaines ONG.
Après sa mort, plusieurs millions d'hectares de forêt amazonienne ont été déclarés « réserves d'extraction » (= > défrichement interdit) au Brésil. D’autres réserves de ce type (visant l'intérêt des populations locales via la protection de la forêt), ont été créées au Pérou et en Bolivie et ont inspiré plusieurs réserves du programme Man and Biosphere de l’UNESCO.
De nombreux auteurs, documentaristes et journalistes l'ont évoqué ou lui ont consacré un travail approfondi. Alex Shoumatoff (écrivain et journaliste au New-Yorker) lui a consacré un livre intitulé « Qui a tué Chico Mendes ? ». C'est le cas également de Javier Moro , qui a fait de Chico Mendes le personnage central de son livre " Senderos de libertad" paru en 1992.
Luis Sepulveda, ami de Chico Mendes lui a rendu un hommage posthume dans sa dédicace au Vieux qui lisait des romans d'amour, où il déplore son assassinat. Paul McCartney (membre, entre autres, de Greenpeace) lui rendit également hommage sur son album Flowers in the Dirt avec la chanson How Many People écrite en 1989 à sa mémoire.
Son nom est cité dans " la memoria " , titre du chanteur Leon Gieco
Philippe Val lui a rendu hommage avec Chanson pour Chico Mendes.
Michel Delpech a également écrit une chanson hommage intitulée Chico Mendes.
Rockin' Squat du groupe Assassin mentionne Chico Mendes dans la chanson "shoota babylon 2" dans l'album "confession d'un enfant du siecle vol.3".
La chanson du groupe Maná "Cuando los angeles lloran" a aussi été composé pour Chico Mendes. Elle est aujourd'hui reprise par le groupe arlésien  Le Condor sur de nombreuses scènes.
Le combat et la mort de Chico Mendes ont été adaptés dans le téléfilm The Burning Season avec Raúl Juliá.
L'Ouzom, groupe mythique de chansons béarnaises lui rend hommage dans son sixième album l'Array de l'estéle (composition Bernard BOUE)
En 2013, une espèce de Tyranneau, un oiseau tropical, est nommée Chico Mendes.
Une citation de Chico Mendes, « L'écologie sans la lutte des classes, c’est du jardinage », fut souvent réutilisée par plusieurs politiques à gauche.

## Publication
- Mon combat pour la forêt, Paris, Le Seuil, 1990